# Joan C. Edwards Stadium
Le  Joan C. Edwards Stadium est un stade de football américain situé sur le campus de l'université Mashall à Huntington dans l'État de Virginie-Occidentale aux États-Unis.
Il est utilisé par l'équipe du Thundering Herd de Marshall qui y dispute ses matchs à domicile et qui évolue depuis la saison 1997 dans la NCAA Division I FBS.
Il peut accueillir actuellement 30 475 spectateurs et possède douze suites de luxe, 30 sièges pour personnes à mobilité réduite, une salle de presse ultramoderne, quatorze zones d'espaces commerciaux et seize espaces de toilettes séparées.
Le stade possède également 8 000 m2 de gazon artificiel et une structure en acier de 1 837 tonnes.
Il abrite le Shewey Athletic Center (propriété de l'Université Marshall), un terrain et un centre d'entraînement.
Le nouveau stade a ouvert ses portes en 1991 et a remplacé le Fairfield Stadium (en), une installation située hors campus construite en 1927 dans le quartier de Fairfield Park et démoli en 2004.
Le record d'assistance est de 41 382 spectateurs et a été établi le 10 septembre 2010 lors de la défaite 21 à 24 en prolongation contre les Mountaineers de la Virginie-Occidentale.
Le 28 juin 2017, la direction de l'Université a approuvé la vente de bière dans tout le stade.
En 2000, un mémorial en bronze dédié à l'accident d'avion du vol Southern Airways 932 de 1970 qui avait tué les 75 passagers, dont des joueurs, entraîneurs, membres du personnel et des membres de la communauté,, a été implanté devant le stade à gauche de la tour principale,. La route sur laquelle se trouve le stade a également été rebaptisée « Marshall Memorial Boulevard ».

## Événements
En plus des matchs de l'équipe de football américain de Marshall, il a accueilli plusieurs fois dans les années 1990, les finales nationales de la NCAA Division FCS dont celles de 1992 et 1996 remportées par le Thundering Herd (membre de la FCS jusqu'en 1996).
Le stade a également hébergé les finales de la conférence Mid-American en 1997, 1998, 1999, 2000 et 2002 ainsi que celles de la Conference USA en 2014 et 2020.
En 2010, l'équipe de football américain de l'université Kentucky Christian University (en) y a disputé trois de ses matchs à domicile.

## Galerie

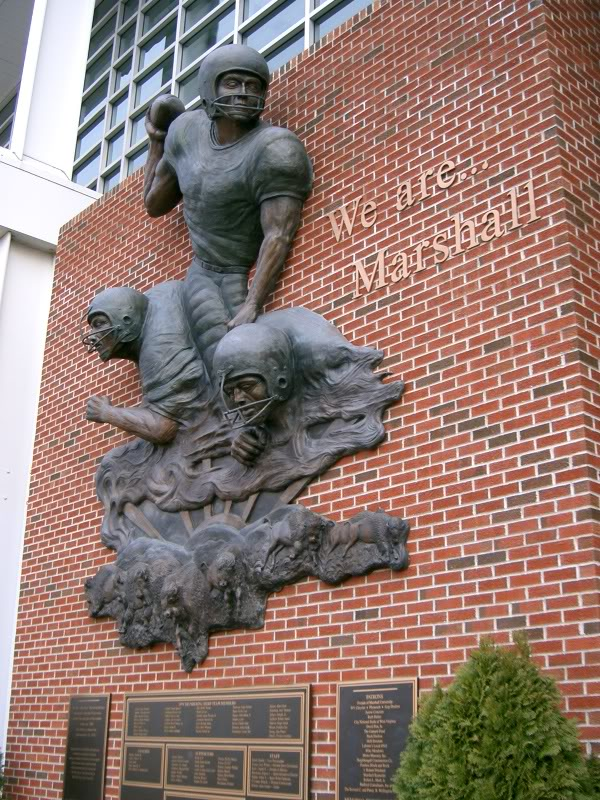
Mémorial situé face à l'entrée principale
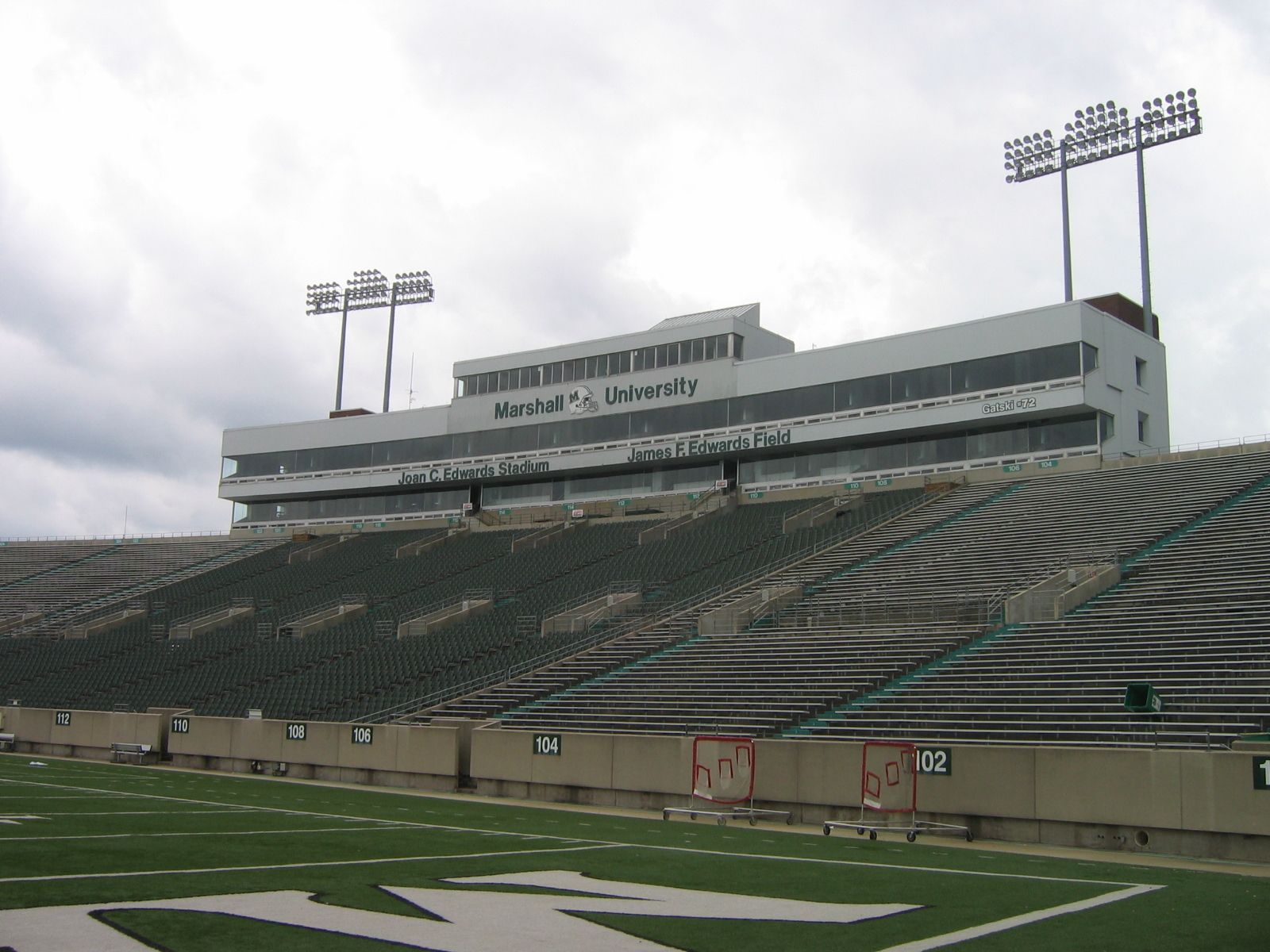
Tribune principale en 2008
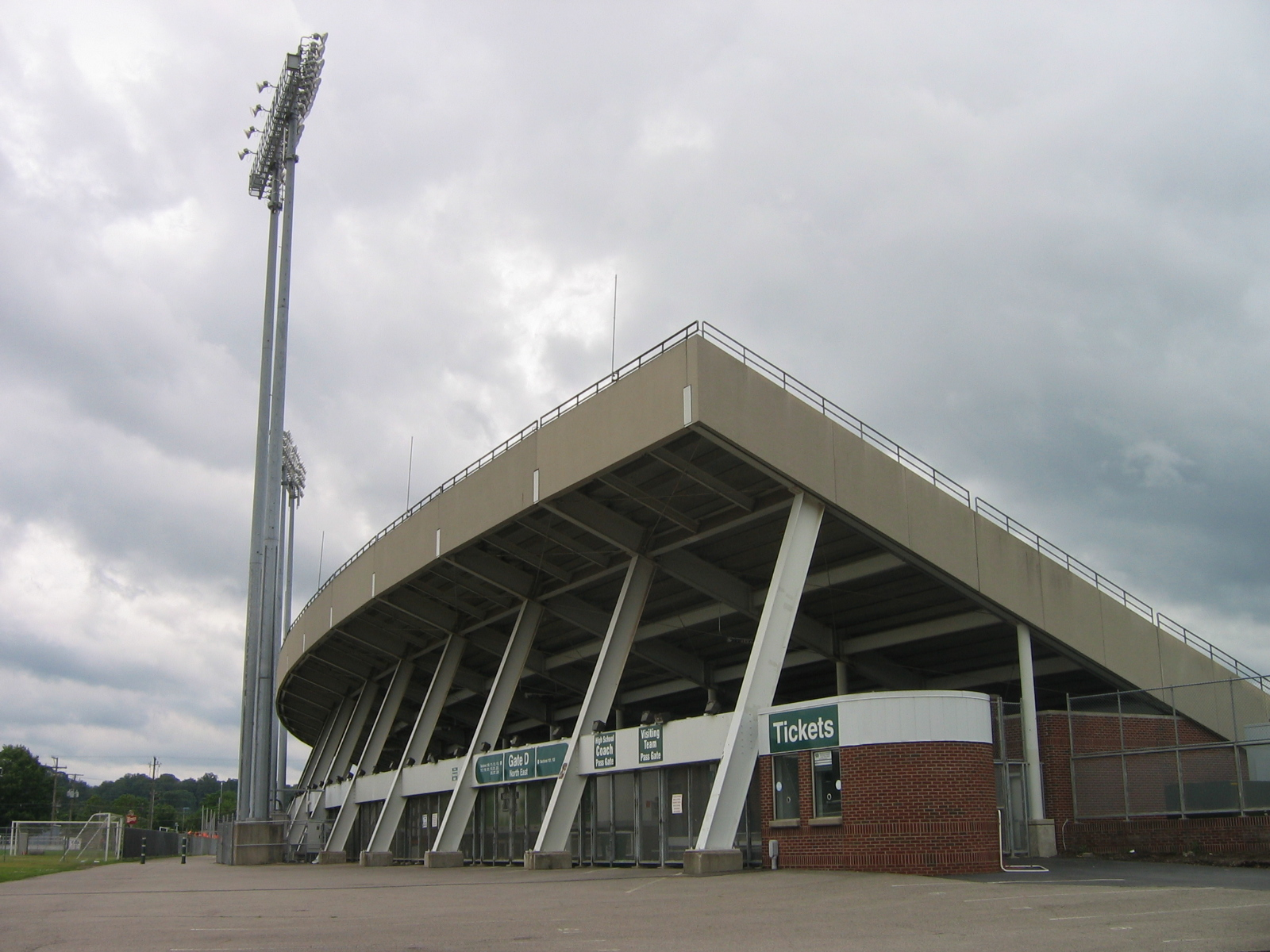
Tribune visiteurs vue de l'extérieur en 2008
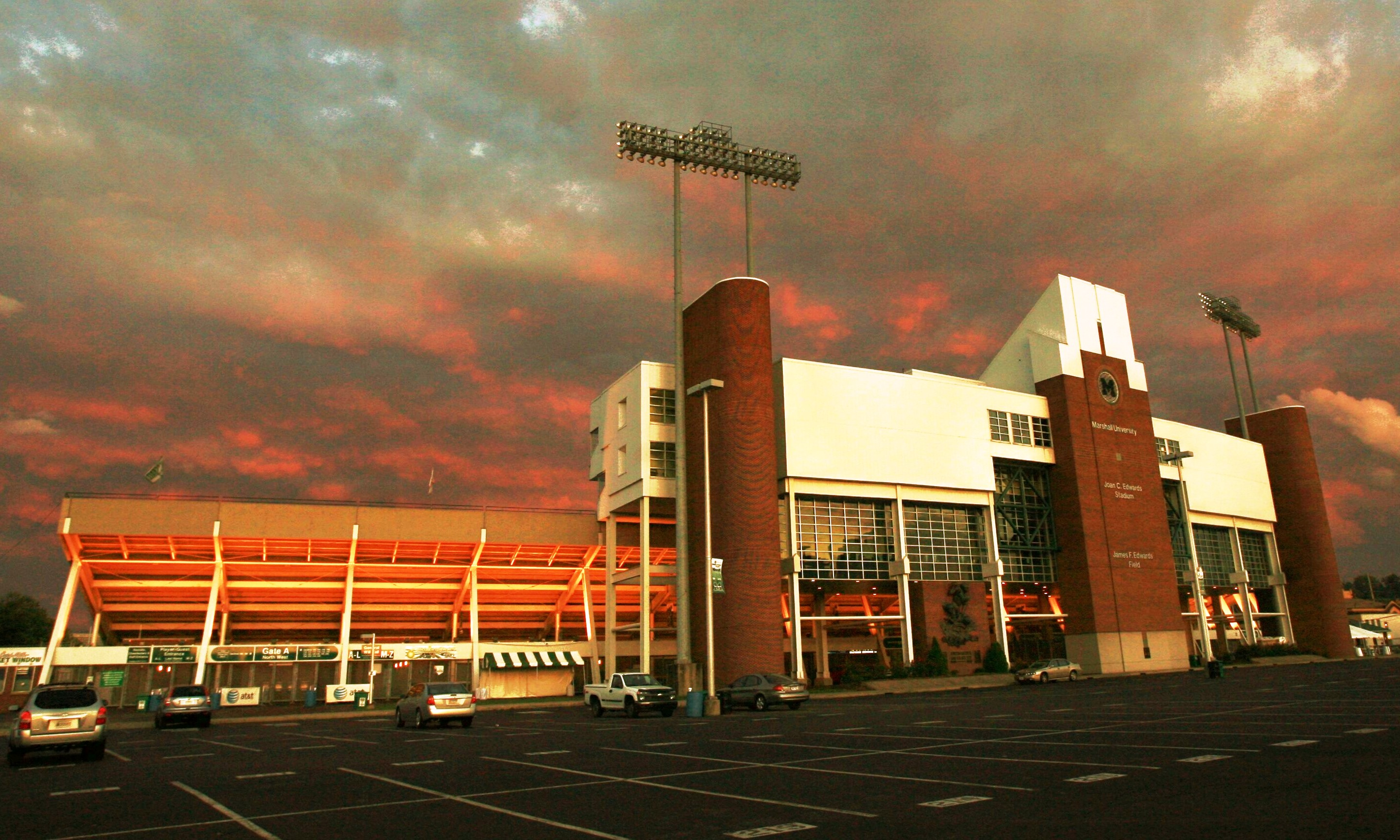
Le stade en 2009
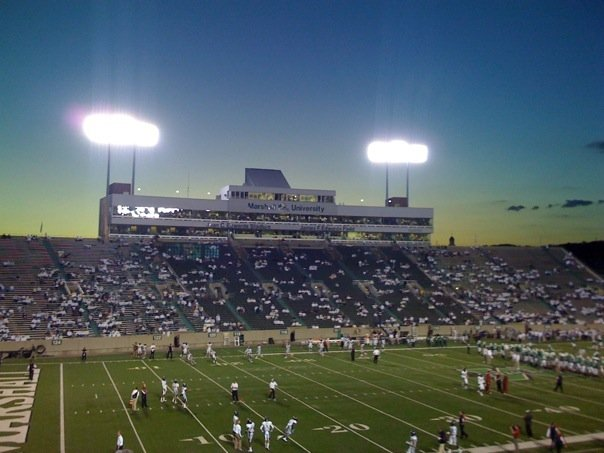
Avant match de Marshall vs Cincinnati en 2008
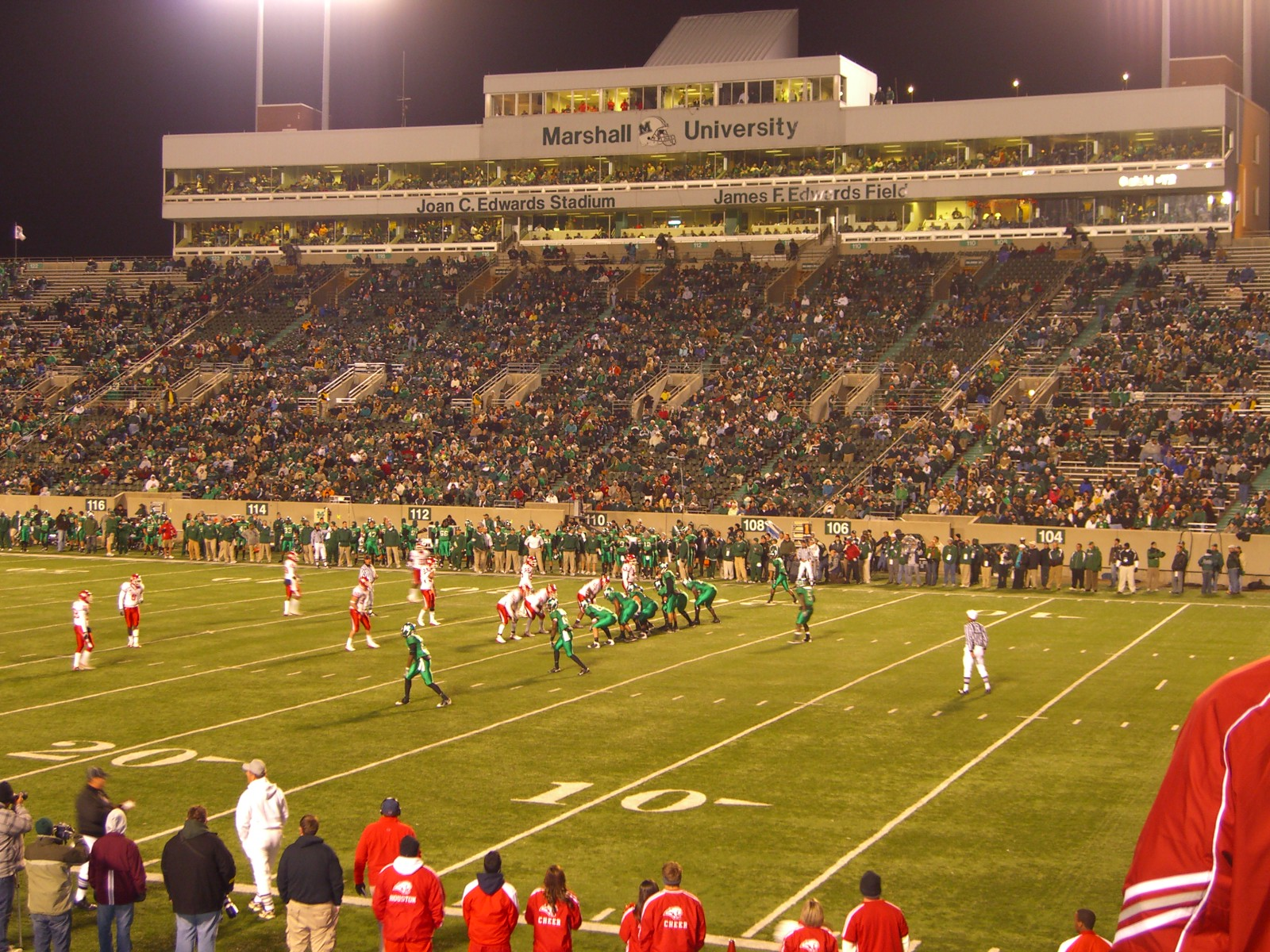
Marshall vs. Houston en 2008
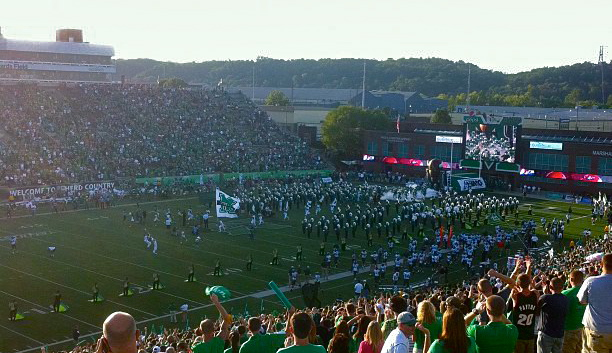
Avant match vu de la section estudiantine en 2012. Le Shewey Athletic Center est visible à l'arrière du stade